# Ashbourne
Ashbourne ist eine Stadt und eine Verwaltungseinheit im District Derbyshire Dales in der englischen Grafschaft Derbyshire. Ashbourne ist 20,3 km von Derby entfernt. Im Jahr 2011 hatte es eine Bevölkerung von 8377 Personen. Ashbourne wurde 1086 im Domesday Book als Essburne erwähnt.
Ashbourne ist bekannt für sein Shrovetide-Fußballspiel.

## Persönlichkeiten
- Catherine Booth (1829–1890), Frau William Booths, des Gründers der Heilsarmee, und Vorkämpferin für Frauenrechte
- Eleanor Jourdain (1863–1924), Schuldirektorin, Hochschullehrerin und Autorin
- Francis Charles Robert Jourdain (1865–1940), Amateurornithologe und Oologe
- Philip Jourdain (1879–1919), Mathematiker
- Augustus Beeby (1889–1974), Fußballspieler
- John C. Wingfield (* 1948), Zoologe